# Nekrolog 1520
Nekrolog
◄◄
| ◄
| 1516
| 1517
| 1518
| 1519
| 1520 | 1521 | 1522 | 1523 | 1524 | ► | ►►
Weitere Ereignisse | Allgemeiner Nekrolog 1520
Die Beschreibung der verstorbenen Person sollte so kurz wie möglich gehalten sein und nur deren signifikante Tätigkeit(en) enthalten.
Neue Namen ggf. auch unter dem Geburts- und Sterbedatum, also etwa unter 1. Januar und im Geburts- und Sterbejahr (2024) eintragen (nur bei entsprechender großer Wichtigkeit). Für Beispiele siehe die schon vorhandenen Artikel.
Außerdem über die fünf zuletzt Verstorbenen, zu denen es einen ausreichend guten Artikel für eine Präsentation auf der Hauptseite gibt, nach der todesbedingten Überarbeitung der Artikel ggf. auch unter Wikipedia Diskussion:Hauptseite informieren und sie am besten auch in den anderen Wikipedia-Sprachversionen eintragen. Tipp: Regelmäßig bei news.google.de nach „ist tot“, „gestorben“ oder „verstorben“ suchen.
Wenn eine Person gestorben ist, gibt es viele Seiten zu dieser Person in der Wikipedia, die davon auch betroffen sind und entsprechend aktualisiert werden müssen. Beispiele: Namenübersichtsseite, Geburtsjahr, Geburtsort-Seiten und viele mehr.
Wie finde ich die betroffenen Seiten?
Im Suchfeld auf der linken Seite gibt man den Suchbegriff so ein: „Vorname Nachname“. Dann klickt man auf Volltext und alle Seiten mit entsprechendem Suchtext werden aufgerufen. Hier sieht man dann schnell, wo auch das Todesjahr Sinn macht oder sogar ein Teil des Artikels angepasst werden muss. Auch hilft das „Werkzeug“ auf der linken Seite sehr gut, um solche Seiten aufzufinden: „Links auf diese Seite“. Somit ist die Wikipedia wieder aktuell in allen Bereichen! Hinweis: bei Eintragung der Kategorie „Gestorben JAHR“ wird der Missbrauchsfilter 49 ausgelöst, was jedoch nicht schlimm ist. Siehe: Spezial:Missbrauchsfilter/49
Dies ist eine Liste von im Jahr 1520 verstorbenen bekannten Persönlichkeiten. Die Einträge erfolgen innerhalb der einzelnen Daten alphabetisch sortiert. Tiere sind im Nekrolog für Tiere zu finden.

## Februar
| Tag         | Name                     | Beruf, bekannt als                                                         | Alter | Beleg |
| ----------- | ------------------------ | -------------------------------------------------------------------------- | ----- | ----- |
| 3. Februar  | Sten Sture der Jüngere   | Ritter und Reichsverweser des Schwedischen Reiches                         |       |       |
| 5. Februar  | Eberhard von Rentelen    | Ratsherr der Hansestadt Lübeck                                             |       |       |
| 7. Februar  | Alfonsina Orsini         | Ehefrau von Piero dem Unglücklichen                                        |       |       |
| 13. Februar | Dorothea von Brandenburg | Äbtissin im Klarissenkloster Bamberg                                       | 48    |       |
| 24. Februar | Alfons von Aragonien     | spanischer Bischof und Politiker                                           |       |       |
| 26. Februar | Dietrich von Plieningen  | deutscher Jurist, Doktor im Zivilrecht, gelehrter Rat, Ritter und Humanist | 66    |       |

## März
| Tag      | Name                 | Beruf, bekannt als                    | Alter | Beleg |
| -------- | -------------------- | ------------------------------------- | ----- | ----- |
| 16. März | Martin Waldseemüller | deutscher Kartograf                   |       |       |
| 20. März | Fabrizio I. Colonna  | Condottiere, Herzog und Söldnerführer |       |       |

## April
| Tag       | Name           | Beruf, bekannt als                                                  | Alter | Beleg |
| --------- | -------------- | ------------------------------------------------------------------- | ----- | ----- |
| 6. April  | Raffael        | italienischer Maler und Baumeister der Hochrenaissance              | 37    |       |
| 6. April  | Hans Schicklin | Schweizer Bildschnitzer und Kunstschreiner                          |       |       |
| 11. April | Agostino Chigi | italienischer Unternehmer und (päpstlicher) Bankier der Renaissance | 53    |       |

## Mai
| Tag     | Name                    | Beruf, bekannt als                                              | Alter | Beleg |
| ------- | ----------------------- | --------------------------------------------------------------- | ----- | ----- |
| 22. Mai | Jan Lubrański           | polnischer Bischof                                              |       |       |
| 30. Mai | Claude de Seyssel       | französischer Jurist, Humanist, Theologe und politischer Denker |       |       |
| 31. Mai | Johannes Aesticampianus | deutscher Theologe und Botaniker                                |       |       |

## Juni
| Tag      | Name          | Beruf, bekannt als                        | Alter | Beleg |
| -------- | ------------- | ----------------------------------------- | ----- | ----- |
| 30. Juni | Moctezuma II. | Herrscher des Azteken-Reiches (1502–1520) |       |       |

## Juli
| Tag      | Name                   | Beruf, bekannt als                                 | Alter | Beleg |
| -------- | ---------------------- | -------------------------------------------------- | ----- | ----- |
| 1. Juli  | Juan Velázquez de León | spanischer Konquistador                            |       |       |
| 24. Juli | Petrus de Scotia       | Theologe, Erster Rektor der Universität Kopenhagen |       |       |
| 30. Juli | Angelina Srpska        | Heilige der serbisch-orthodoxen Kirche             |       |       |

## August
| Tag       | Name                     | Beruf, bekannt als                        | Alter | Beleg |
| --------- | ------------------------ | ----------------------------------------- | ----- | ----- |
| 2. August | Johannes V. Thurzo       | Fürstbischof von Breslau                  | 54    |       |
| 6. August | Kunigunde von Österreich | Frau des bayerischen Herzogs Albrecht IV. | 55    |       |

## September
| Tag           | Name                      | Beruf, bekannt als                                                                    | Alter | Beleg |
| ------------- | ------------------------- | ------------------------------------------------------------------------------------- | ----- | ----- |
| 3. September  | Ippolito I. d’Este        | Erzbischof und Kardinal                                                               | 41    |       |
| 8. September  | Orendel von Gemmingen     | Grundherr in Michelfeld, kurpfälzischer Rat und Vicedom zu Germersheim                |       |       |
| 21. September | Viktorin Kornel ze Všehrd | tschechischer Schriftsteller, Rechtsanwalt, Humanist und Dekan der Prager Universität |       |       |
| 21. September | Selim I.                  | Sultan des Osmanischen Reiches (1512–1520)                                            |       |       |

## Oktober
| Tag         | Name               | Beruf, bekannt als                         | Alter | Beleg |
| ----------- | ------------------ | ------------------------------------------ | ----- | ----- |
| 18. Oktober | Pier Gerlofs Donia | friesischer Freiheitskämpfer und Seeräuber |       |       |

## November
| Tag          | Name                        | Beruf, bekannt als                                                    | Alter | Beleg |
| ------------ | --------------------------- | --------------------------------------------------------------------- | ----- | ----- |
| 9. November  | Joakim Brahe                | schwedischer Reichsrat                                                |       |       |
| 9. November  | Bernardo Dovizi da Bibbiena | italienischer Schriftsteller, Kardinal und Sekretär des Papstes Leo X | 50    |       |
| 16. November | Johann Kröner               | deutscher Prediger                                                    |       |       |

## Dezember
| Tag          | Name             | Beruf, bekannt als                     | Alter | Beleg |
| ------------ | ---------------- | -------------------------------------- | ----- | ----- |
| 17. Dezember | Hemming Gadh     | schwedischer Geistlicher und Politiker |       |       |
| 20. Dezember | Amanieu d’Albret | französischer Kardinal                 |       |       |

## Datum unbekannt
| Tag | Name                                    | Beruf, bekannt als                                                                     | Alter | Beleg |
| --- | --------------------------------------- | -------------------------------------------------------------------------------------- | ----- | ----- |
|     | İdris-i Bitlisî                         | osmanischer Historiker                                                                 |       |       |
|     | Hermann Bote                            | mittelniederdeutscher Chronist und Dichter politischer Streitschriften                 |       |       |
|     | Cuitláhuac                              | Herrscher der aztekischen Stadt Tenochtitlán                                           |       |       |
|     | Juraj Dragišić                          | kroatischer Franziskaner                                                               |       |       |
|     | Philipp von Gemmingen, genannt Schellig | pfälzischer Hofkammermeister, begütert in Gemmingen und Stebbach, später in Michelfeld |       |       |
|     | Şeyh Hamdullah                          | einer der frühesten und einflussreichsten osmanischen Kalligrafen                      |       |       |
|     | Martin Lebzelter                        | Deutsch-Schweizerischer Bildhauer                                                      |       |       |
|     | Filippo de Lurano                       | italienischer Komponist, Sänger und Kleriker                                           |       |       |
|     | Tommaso Masini                          | italienischer Metallurg, Alchemist, Mitarbeiter Leonardo da Vincis                     |       |       |
|     | Soltan Ali Maschhadi                    | persischer Kalligraf und Kalligrafielehrer                                             |       |       |
|     | Arnaud de Moles                         | französischer Glasmaler                                                                |       |       |
|     | Ulrich VII. von Montfort-Tettnang       | Letzter männlicher Namensträger des Hauses Montfort-Tettnang                           |       |       |
|     | Alonso Álvarez de Pineda                | spanischer Konquistador                                                                |       |       |
|     | Marx Reichlich                          | österreichischer Maler der christlichen Kunst                                          |       |       |
|     | Henricus Stephanus                      | französischer Buchdrucker                                                              |       |       |
|     | Georg Stuchs                            | Buchdrucker                                                                            |       |       |
|     | Visunharat Thipath                      | König von Lan Chang                                                                    |       |       |
|     | Hans von Torgau                         | deutscher Steinmetz und Bildhauer                                                      |       |       |
|     | Wolf Traut                              | deutscher Maler, Zeichner und Grafiker                                                 |       |       |